# Point Conception
Point Conception – przylądek w Stanach Zjednoczonych, w południowo-zachodniej części stanu Kalifornia, najbardziej na południowy zachód wysunięty punkt hrabstwa Santa Barbara, położony u styku cieśniny Santa Barbara Channel z otwartym Oceanem Spokojnym. Należy do najbardziej charakterystycznych elementów kalifornijskiej linii brzegowej, gdyż zmienia ona w tym miejscu kierunek z przeważająco południkowego (odcinek na północny zachód od przylądka) na przeważająco równoleżnikowy (odcinek na południowy wschód).
Pierwszym Europejczykiem, który dotarł w pobliże przylądka w 1542 roku był portugalski żeglarz w służbie hiszpańskiej – Juan Rodríguez Cabrillo. Kolejnym żeglarzem, który zawitał tu w 1602 roku, był Sebastián Vizcaíno. Nadał on przylądkowi nazwę Punta de la Limpia Concepción (z hiszp. „Przylądek Niepokalanego Poczęcia”), od której wywodzi się obecna nazwa angielska. W okolicach przylądka występują silne prądy morskie, za sprawą czego zyskał on przydomek „kalifornijskiego przylądka Horn”.
W 1856 roku wzniesiona została latarnia morska Point Conception Light, poważnie uszkodzona podczas trzęsienia ziemi, które nawiedziło region w roku następnym, w 1881 roku przeniesiona w obecne miejsce, jest czynna do dziś.